# WATCHCON
WATCHCON (contraction de Watch Condition) est un dispositif d'alerte utilisé conjointement par les forces armées sud-coréennes et le département de la Défense des États-Unis pour décrire le niveau d'alerte militaire en fonction des tensions avec la Corée du Nord.

## Niveaux d'alerte
Il s’applique aux services de renseignement et aux écoutes et non pas à la mise en état d’alerte des forces de combat. Les forces américaines et sud-coréennes surveillent près de 200 « indicateurs » pour évaluer la menace nord-coréenne : communications radio, mouvements de troupes, de navires et d’aéronefs, mouvements de dirigeants, activités sur des sites sensibles…. 
Il existe quatre niveaux d'alerte :
- WATCHCON 4 : en vigueur en temps de paix ;
- WATCHCON 3 : en vigueur lorsque des indications font état d'une menace importante ;
- WATCHCON 2 : en vigueur lorsque des indications font état d'une menace vitale ;
- WATCHCON 1 : en vigueur en temps de guerre.

## Mises en application
Le niveau WATCHCON 2 a été appliqué à plusieurs reprises au cours de l'histoire :
- février 1982 : déploiement de bombardiers Iliouchine Il-28 de la force aérienne populaire de Corée ;
- avril 1996 : Pyongyang annonce que la Corée du Nord ne reconnaît plus la zone démilitarisée (DMZ) établie lors de l’armistice de 1953. Séoul place son armée en état d’alerte. En réalité, la Corée du Nord est confrontée à une grave famine et espère, en haussant le ton, obliger les États-Unis à signer un traité de paix bilatéral pour disposer d’une plus grande légitimité internationale ;
- juin 1999 : première bataille de Yeonpyeong ;
- 9 octobre 2006 : la Corée du Nord effectue son premier essai nucléaire ;
- 25 mai 2009 : la Corée du Nord effectue son deuxième essai nucléaire ;
- 26 mars 2010 : torpillage de la corvette sud-coréenne Cheonan;
- 23 novembre 2010 : bombardement de Yeonpyeong ;
- 13 avril 2012 : suspicion de préparatif d'un essai nucléaire nord-coréen ;
- 12 février 2013 : la Corée du Nord effectue son troisième essai nucléaire ;
- 10 avril 2013 : suspicion de préparatif d’un nouvel essai balistique dans le cadre de fortes tensions diplomatiques depuis le début de l'année[4].

## Dispositifs similaires
- DEFCON
- Plan Vigipirate
- Key Resolve